# Euproctis pura
Euproctis pura är en fjärilsart som beskrevs av Swinhoe 1903. Euproctis pura ingår i släktet Euproctis och familjen tofsspinnare. Inga underarter finns listade i Catalogue of Life.